# Стандарт породы

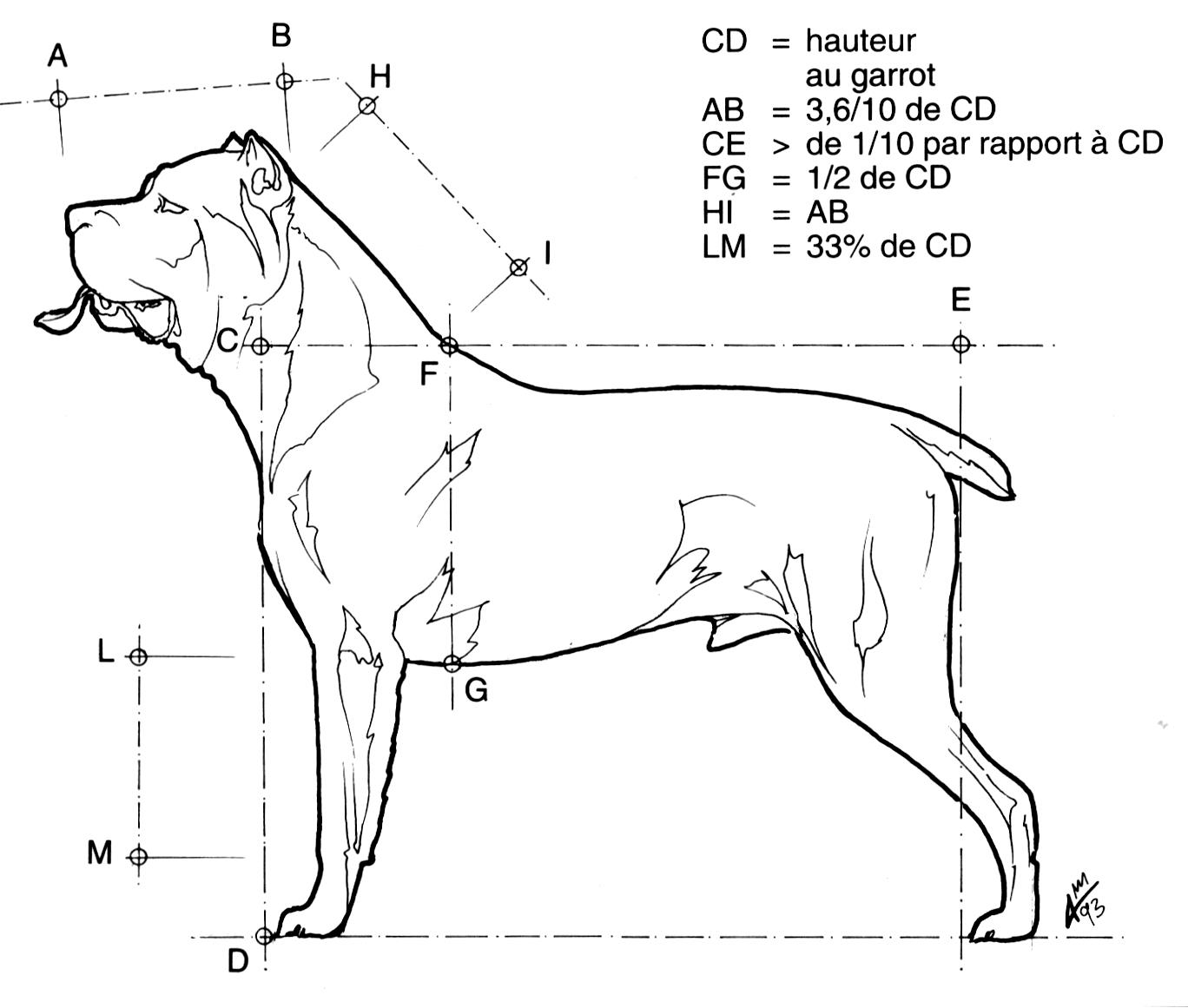
Пропорции, соответствующие стандарту породы Кане-корсо

Станда́рт поро́ды — документ, подробно описывающий важные характеристики и параметры животного, его экстерьерные и другие признаки.
Стандарт породы используется селекционерами и заводчиками для обеспечения соответствия животных их породным признакам, зоотехниками при осуществлении бонитировки сельскохозяйственных животных, а также судьями зоотехнических мероприятий при оценке экспонируемых представителей данной породы.

## Содержание стандартов
В стандарте отражены функции животного, его размеры, общий вид, окрас, характерные стати и другие породные признаки. Стандарт отражает сложившиеся в процессе формирования породы свойства, характеризующие конституцию, характер и другие передаваемые по наследству качества представителей данной породы.
Стандарт может включать историю породы, повествовательное описание деталей и рекомендации для экспертной оценки.
Стандарт может содержать описание допустимых отклонений от стандарта, являющимися недостатками представителя породы, и признаки, дисквалифицирующие представителя породы.
Описываемые в стандарте размеры и формы могут варьироваться в заданных пределах или иметь приближенное, рекомендованное значение.
Стандарт пород у продуктивных и непродуктивных животных может отличаться по содержанию. Для сельскохозяйственных животных к основным требованиям стандартов добавляются требования по продуктивности. Стандарт пород сельскохозяйственной птицы может содержать цель разведения, яйценоскость, минимальную массу инкубационного яйца. Стандарт пород крупного рогатого скота содержат данные по молочной продуктивности и живому весу. Стандарт пород пчёл кроме экстерьерных признаков может содержать данные о расходе корма, яйценоскости маток, ройливости, мёдо- и воскопродуктивности.

## Разработка стандартов
Стандарт породы принимается путём научного обоснования и официального утверждения. Требования, предъявляемые к животным той или иной породы (породной группы), становятся обязательными для соблюдения всеми лицами, работающими с данной породой по правилам и племенным положениям организаций, утвердивших стандарт. Допустимый диапазон изменчивости присущих для породы признаков должен укладываться в рамки стандарта.
При разработке стандартов главное внимание уделяют созданию, сохранению и усилению достоинств породы.

### Стандарты пород непродуктивных животных
Стандарты пород непродуктивных животных разрабатываются породными клубами стран происхождения породы и утверждаются национальными федерациями и ассоциациями. Стандарт готовится на основании истории породы, опыта работы и наблюдения, и с учётом целей членов организации разработчика. Порода может быть признана в ряде национальных организаций, но оставаться непризнанной в других. Также в стандартах, утверждённых в одних организациях, могут содержаться требования, отличающиеся от требований стандартов, утверждённых в других организациях. Так, например, стандарт Американского клуба собаководства указывает на терьероподобность породы чихуахуа и перечисляет ряд дисквалифицирующих признаков, а в стандарте той же породы, зарегистрированном в Международной кинологической федерации, данные критерии не описаны.
По мере возникновения исторических изменений в породе в стандарт могут вносится корректировки.

### Стандарты пород продуктивных животных
Стандарт породы продуктивных животных, как правило, разрабатываются специальными службами по результатам бонитировки животных. Первый бонитировочный класс обобщает средние племенные и продуктивные качества большинства животных племенных хозяйств и является стандартом породы. Чистопородных животных первого и элитного класса вносят в племенные книги, которые издаются обществами животноводов, а в некоторых странах — государственными органами. В России ряд пород свиней, лошадей и крупного рогатого скота, соответствующих стандарту, вносят в Государственную книгу племенных животных (ГКПЖ) и государственный племенной регистр.
Государственная книга племенных животных — свод данных о наиболее ценных в определённой породе племенных животных или о племенных стадах, полученных в результате чистопородного разведения племенных животных.
Стандарт периодически пересматривают и изменяют, что обеспечивает прогресс породы.

## Первые стандарты пород
Стандарты пород начали формироваться одновременно с началом ведения племенных книг и реестров. Первые племенные книги были опубликованы в 1793 году в Англии и содержали реестр чистокровных верховых лошадей. Позднее, в 1822 году была опубликована племенная книга для шортгорнской породы крупного рогатого скота. Одним из пионеров в селекции и в формовании стандартов пород был Роберт Бакуэлль.